# Сабо, Анталь
А́нталь Са́бо (венг. Szabó Antal; 4 сентября 1910, Шорокшар, Австро-Венгрия — 21 апреля 1958, Нюртинген, ФРГ) — венгерский футболист, вратарь сборной Венгрии в 1930-х годов. Считается одним из лучших вратарей в истории венгерского футбола.

## Карьера

### Клубная
Большую часть своей карьеры Анталь Сабо играл за клуб МТК из Будапешта. Также выступал за клубы «Чепель СК», «Лампарт», «Сентлёринци АК» и «Чепели МТК».

### В сборной
Выступал за сборную Венгрии, в общей сложности провёл в её составе 42 матча. Принимал участие в чемпионатах мира 1934 и 1938 годов, играл в качестве основного вратаря во всех матчах обоих турниров. В 1938 году дошёл вместе с командой до финала. На чемпионате мира 1938 года во Франции пропустил за весь турнир лишь 5 мячей, 4 из них — в финале.